# Bois debout
Pour les articles homonymes, voir Debout.

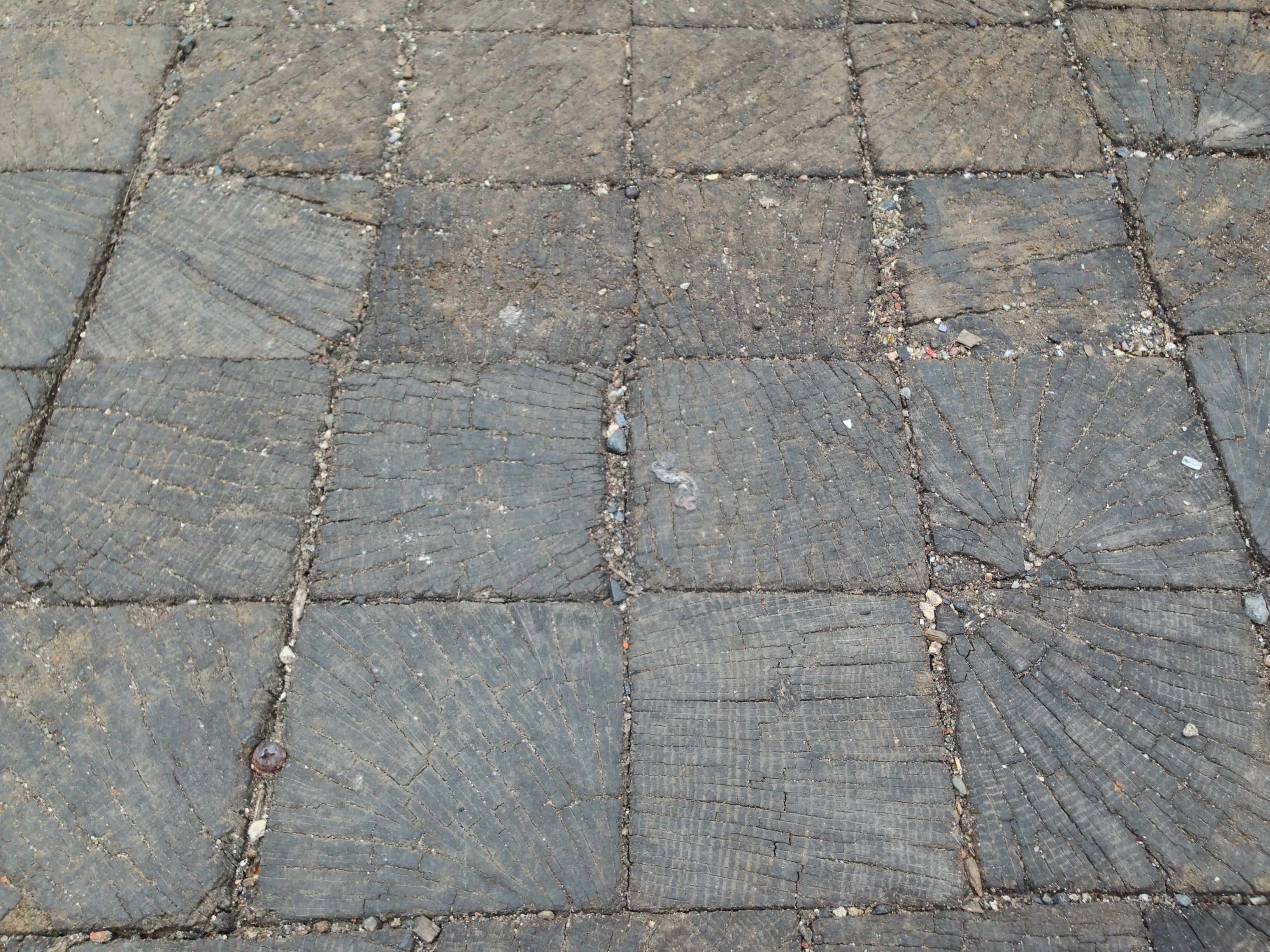
Pavé de bois de bout Nicolson au bloc 200 de South Camac Street à Philadelphie.

Bois debout ou bois de bout se dit d'un bois d’œuvre placé verticalement, dans le sens de son fil (ou de ses fibres). Il s'oppose au bois de fil. 
Le bois dans cette disposition et en courtes sections est très résistant en compression ; et la surface fonctionnelle dégagée vers le haut – appelée bois de bout – est mise à profit ou exploitée, dans des objets aussi variés que billots de boucher, pavés de rues en bois, parquet massif pavé en bois de bout, etc. Dans la gravure sur bois de bout (qui s'oppose à la gravure sur bois de fil) on grave le bout d'un bloc plutôt que son côté, d'où le nom.
En longues sections, le flambage correctement envisagé, le bois placé verticalement (debout) est également résistant lorsque chargé verticalement. Les stavkirkes norvégiennes, qui sont appelées aussi en français « églises en bois debout », évoquent des bois placés verticalement, un cas particulier d'ossature à bois longs.
L'expression « bois de bout » désigne aussi les extrémités d'un bois d’œuvre, caractérisées par leur densité, leur dureté et leur apparence marquée par les anneaux de croissances. 

## Définitions

Vocabulaire ; face, chant ou rive, bout.

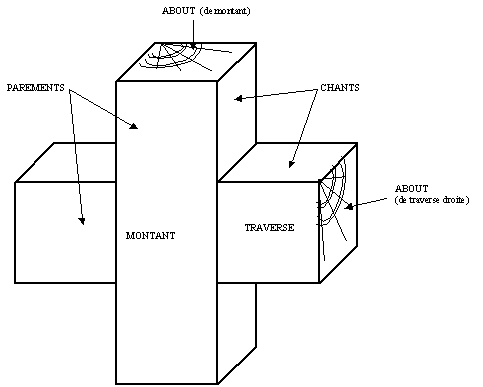
Parties d'un assemblage : montant, traverse, chant, abouts.

Debout se dit de ce qui est vertical sur un de ses bouts : mettre une colonne, un meuble, un tonneau debout. Le bout est généralement l'extrémité d'un corps, « en tant qu'étendu en long ». Pour un bois d’œuvre, « mettre un bois debout » implique qu'on le met sur son bout, verticalement « dans le sens des fibres » (ou dans le sens du fil du bois) : le « bois debout » ou « bois de bout », « porte de très lourds fardeaux ». Un bois debout peut alors simplement consister en un poteau ou tout autre élément d'ossature vertical (chandelle, pointal, potence), s'il est parfaitement vertical on précisera qu'il est aplomb. Les stavkirkes norvégienne appelées en français « églises en bois debout » procèdent de ce principe.
Par glissement « couper à bois debout » se dit de couper perpendiculairement au fil (transversalement, perpendiculairement au tronc ou à la branche). Le bois scié dans sa longueur se nomme « bois de fil », le bois coupé en travers du fil se nomme « bois debout ». Une « rainure à bois debout »  est faite en travers du fil du bois. Une « languette à bois debout » - est faite de même en travers du fil du bois.
Le bois debout est aussi une pièce de bois dont le côté fonctionnel est perpendiculaire au sens des fibres , comme pour les pavés en bois; on coupe la pièce en bois en son bout, à bois debout; ce côté montre les cernes de croissance sous forme de cercles concentriques.
L'« about », se dit en général de l'extrémité de toute pièce de charpente taillée pour être assemblée au bout d'une autre pièce; le « joint d'about » (butt-joint) est le joint où les extrémités de deux pièces de bois se rencontrent « bout à bout » sans recouvrement; les pièces sont dites « aboutées » (butt joint), l'assemblage formait en vieux français une abouture; ce que l'on appelle désormais une « enture ». On disait aussi « l'about des liens des tournisses, des éperons, des tenons ».
On entend encore par « about » les assemblages dont les tenons sont coupés en onglet de manière qu'étant ajustés dans leurs mortaises les deux pièces forment un angle aigu.
Le québécisme « bois debout » désigne un bois sur pied.

## Bois debout
Le bois est un matériau anisotrope dont la résistance à la traction, dans le sens des fibres, est supérieure à celle transversale. Le bois debout est donc plus dur et plus résistant que le bois de fil.
Le bois debout présente une grande résistance à l'impact. Comme support de découpe, les lames tranchantes pénètrent entre les fibres sans les blesser, en quantité moindre tout du moins que pour le bois de fil où les fibres du bois sont tranchées; l'usure du bois est minimisée et en conséquence, et dans les cas des planches à découper, les aliments coupés sont moins contaminés par le bois.

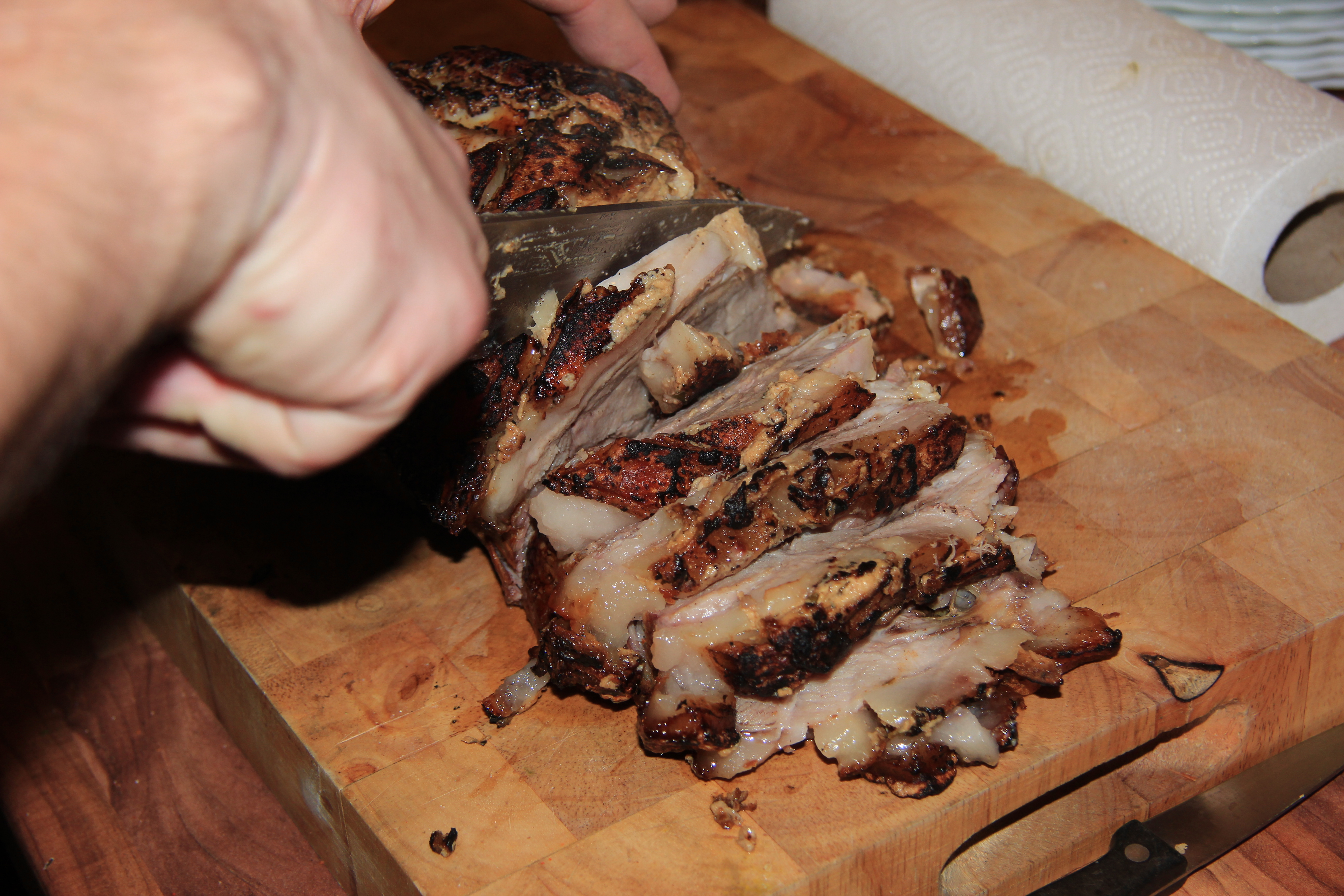
Planche à découper en bois debout.
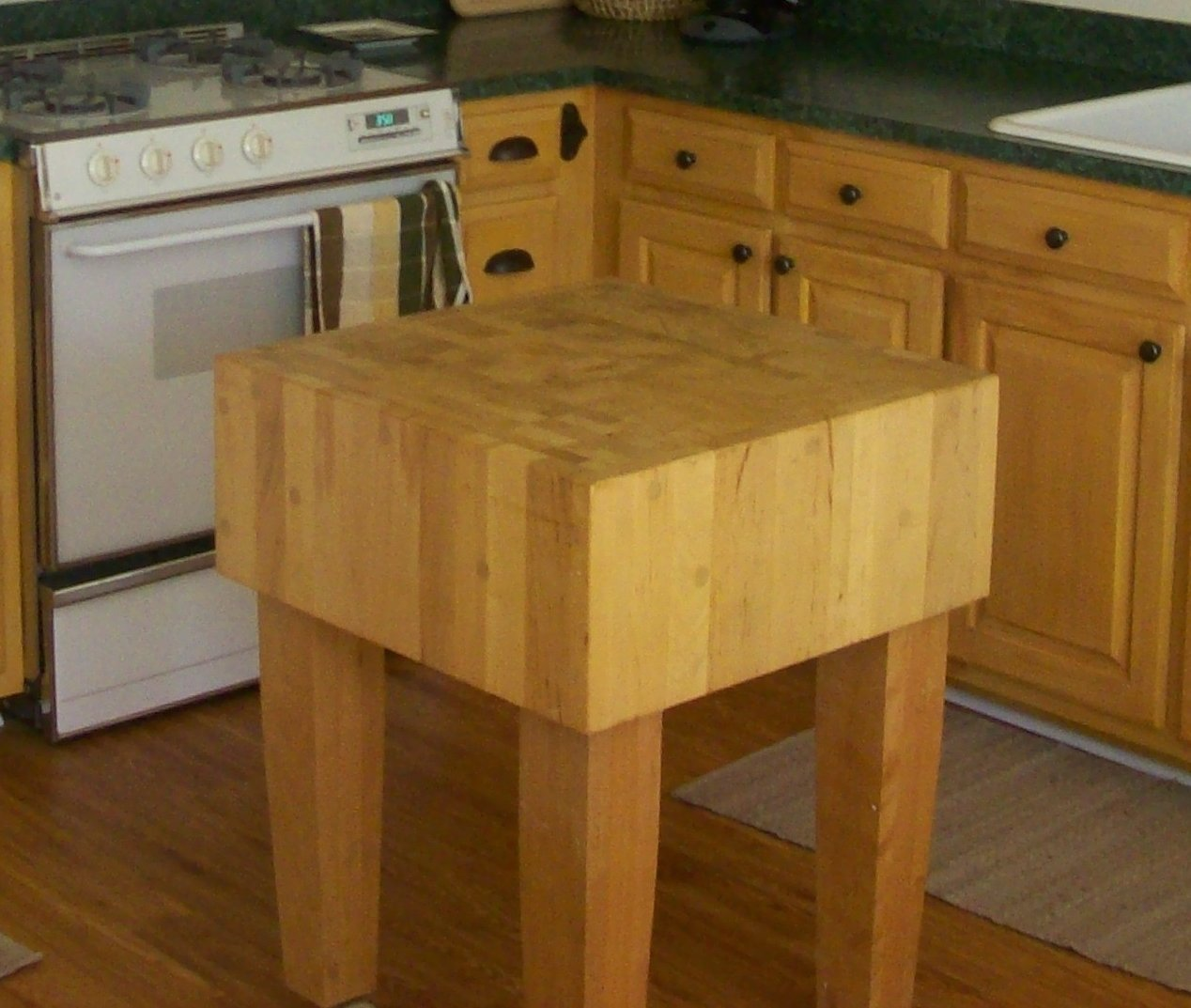
Billot de boucher dans une cuisine américaine moderne.
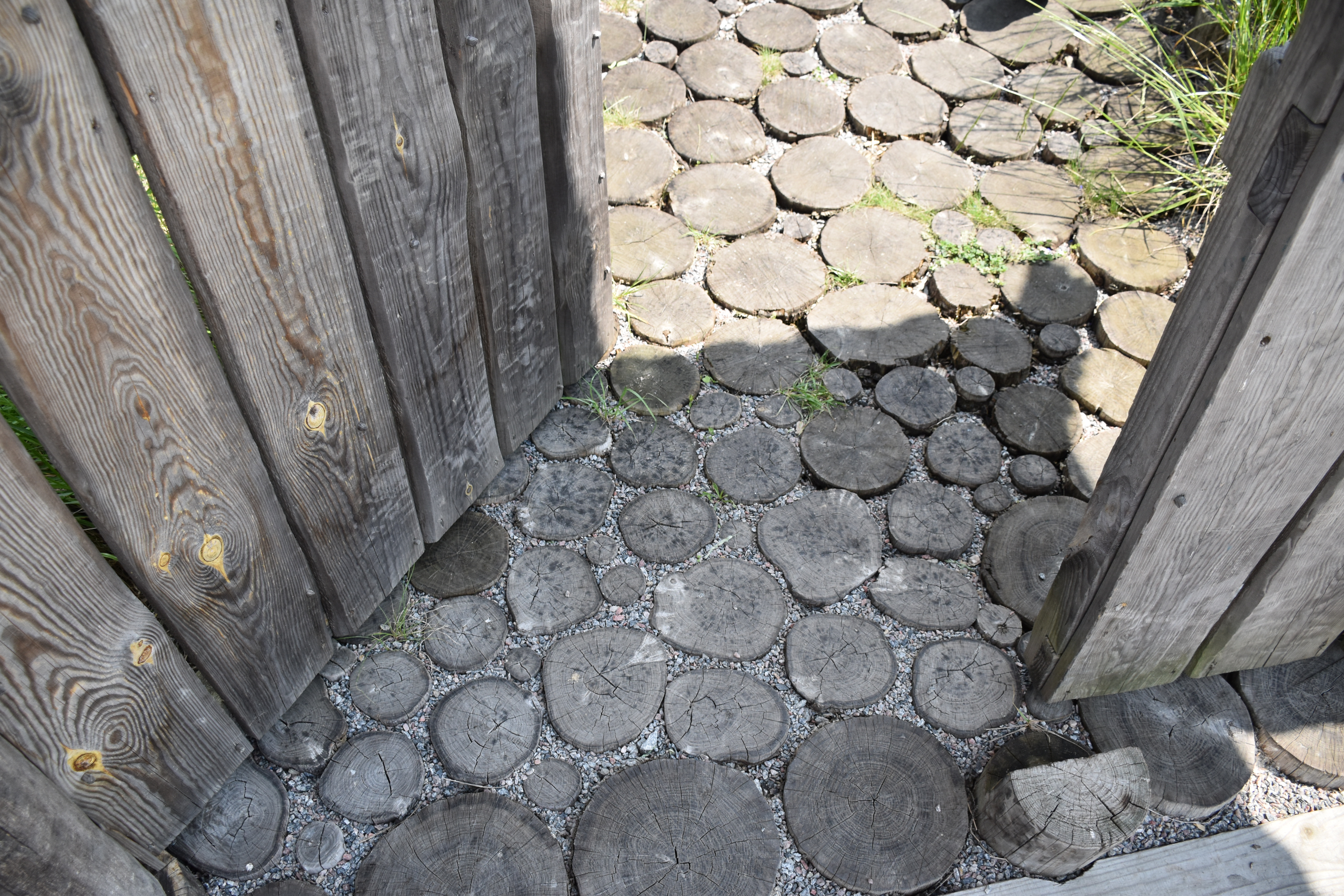
Chaussée en rondins debout. Parc «Киевская Русь». Festival « Call of Heroes ». Kopachiv, Obukhiv Raion de l'oblast de Kiev.
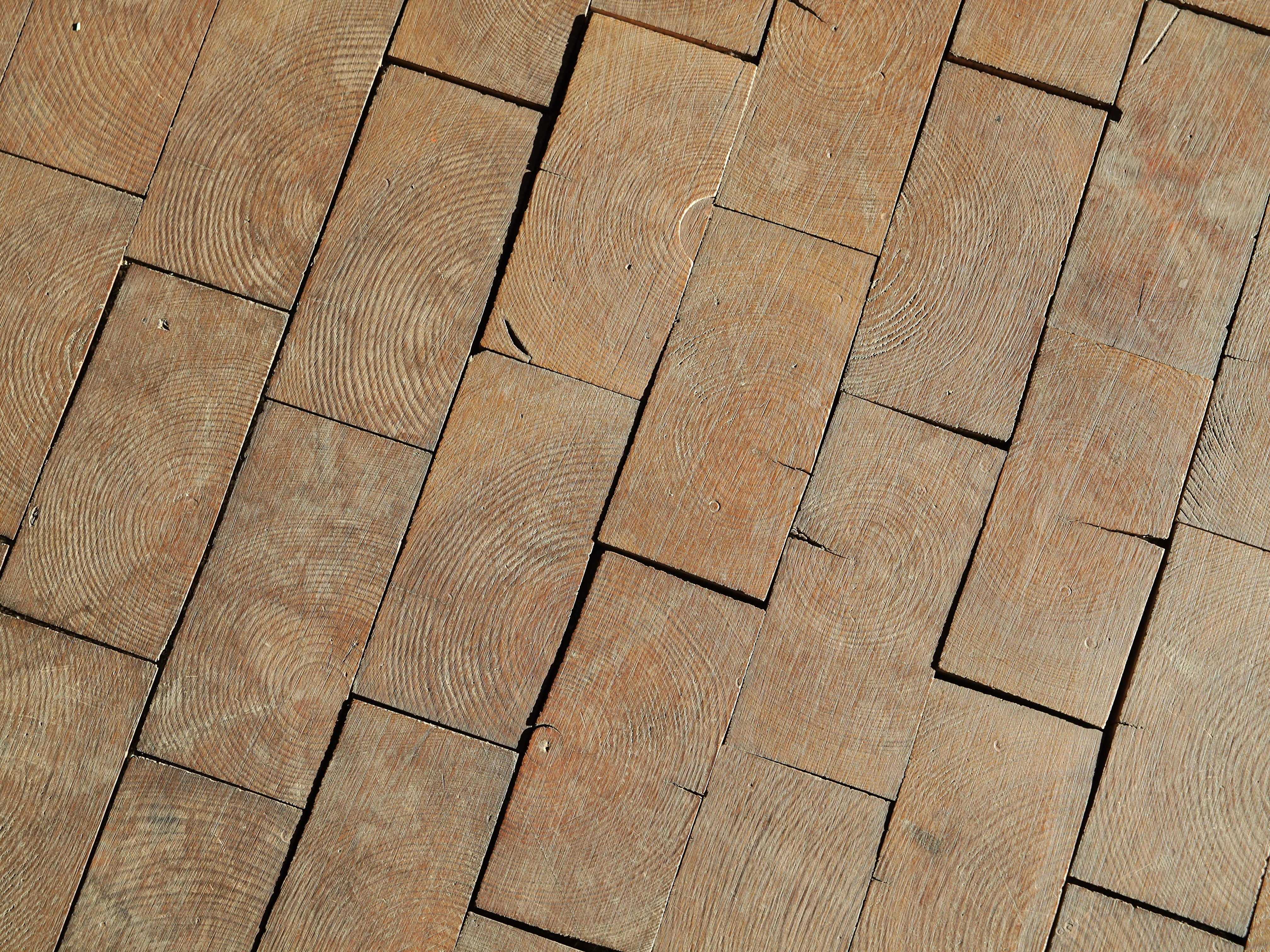
Dallage en bois debout. DASA, Dortmund
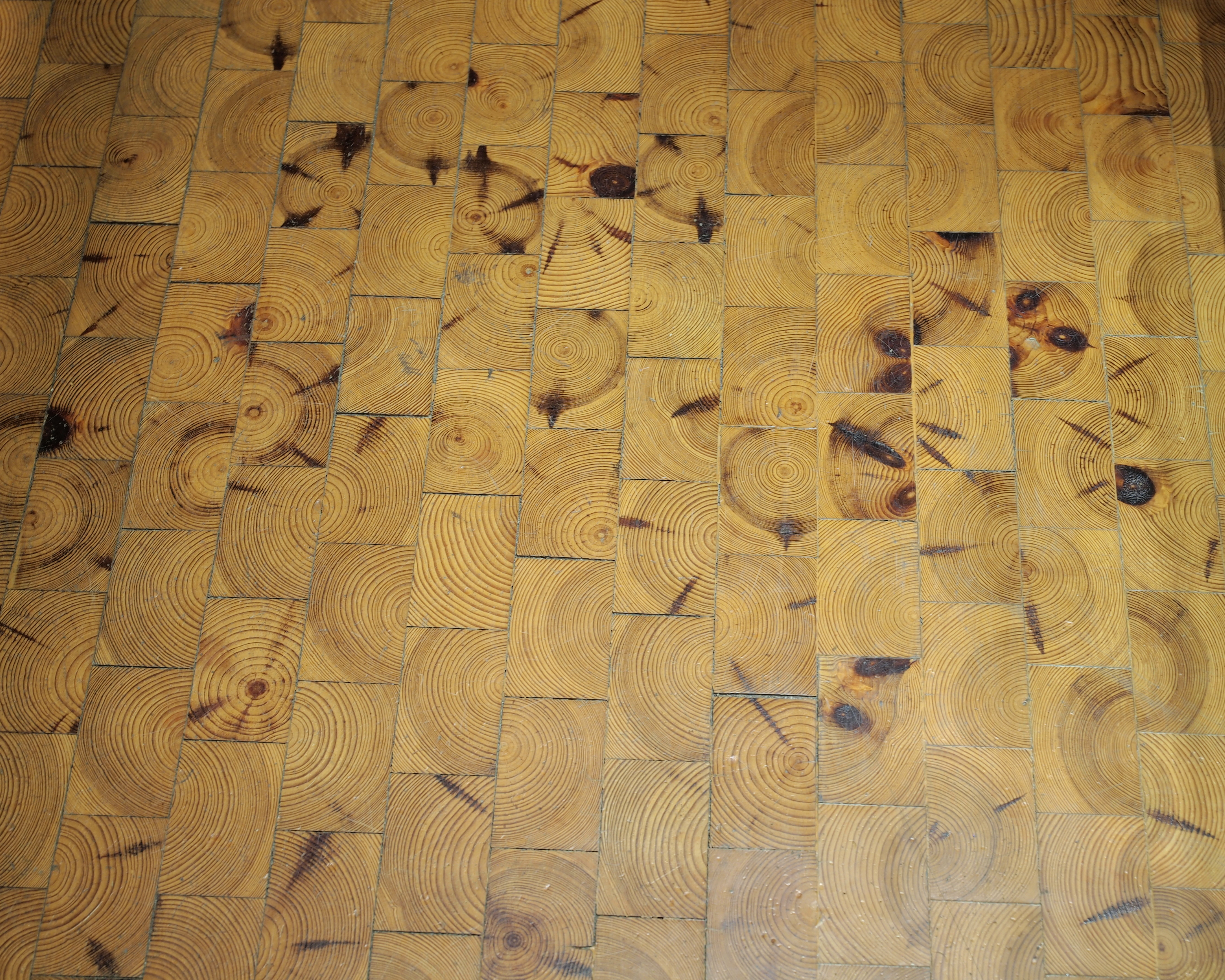
Parquet en bois debout, également DASA.

### Menuiserie, charpenterie

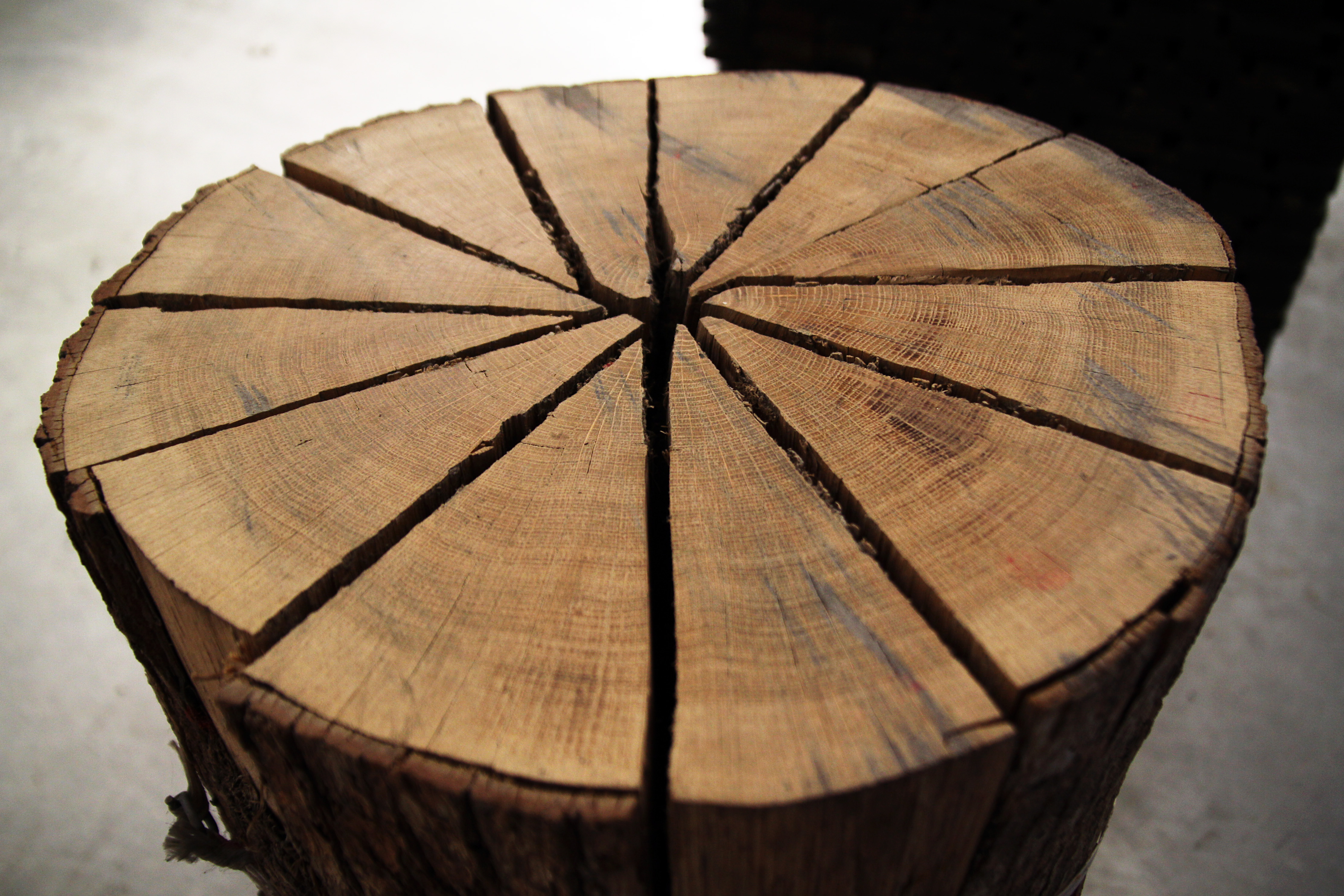
Bille de chêne fendue en quartiers, pour la production de tonneaux, diamètre environ 50 cm.

Puisque les capillaires du bois sont coupés à l'endroit du bois debout, l'humidité peut pénétrer plus facilement que dans le bois de fil; le bois de bout peut donc demander un traitement particulier contre l'humidité lorsqu'il y est exposé. Le boit debout n'a pas la même teinte que son fil, et se ponce plus difficilement.
D'autre-part le fendage qui consiste à séparer des planches dans le sens de la fibre (et de manière radiale à l'axe du tronc), limite la destruction de celle-ci et permet d'obtenir des produits réputés pour leur imperméabilité et leur durabilité qui vont servir de bardage en bois – planches, bardeaux, tavaillons, ancelles, les bordages vikings étaient fendus – ou les douves (ou douelles, merrains) des tonneaux. « D'ailleurs le fendage est toujours préférable chaque fois que le manque de longueur de l'arbre ou sa nature gélive ou roulée le rendent défectueux. »

### Assemblages
Les vis de fixation tiennent difficilement dans le bois debout (on peut le comprendre par le fait que le filetage de la vis coupe plusieurs fois la même fibre sur sa trajectoire). Une cheville en bois placée transversalement à l'extrémité d'un bois d’œuvre et dans lequel s'engagent les vis permet quelquefois de rendre efficace la jonction.
Différents assemblages en angle de menuiserie permettaient de masquer les bouts des bois sur une face (« assemblage à queue d'aronde percée », en anglais half blind dovetail) ou sur deux faces (« assemblage à queue d'aronde recouverte », en anglais blind dovetail,).
Un assemblage en bout (en anglais end joint, heading joint) est un assemblage réalisé en collant deux pièces de bois bout à bout; les assemblages en bout sont employés pour rallonger les pièces de bois; les charpentiers en faisaient un usage plus fréquent que les menuisiers. Les principales manières de faire cet assemblage sont « à mi-bois », « en flûte ou sifflet », « en traits de Jupiter ». Le mot enture, contraction du vieux terme abouture, désigne l'assemblage de deux pièces en bouts, réalisé par juxtaposition et collage des extrémités de deux pièces de bois taillées à onglet (à sifflet) et présentant ainsi deux surfaces planes inclinées correspondantes. Une enture digiforme est utilisée dans le bois massif abouté.
Un assemblage en bout équarri (en anglais butt joint) est un assemblage en bout réalisé en plaçant bout à bout les extrémités équarries de deux pièces de bois. Les assemblages en bout équarri ne sont généralement pas collés, en raison du peu de chances de solidité de l'éventuel résultat. Le joint d'about (butt-joint) est le joint où les extrémités de deux pièces de bois ou de moulure se rencontrent bout à bout sans recouvrement. 
Un assemblage bout à bout (butt joint) est un assemblage de deux pièces approximativement dans le même plan.

### Billot
Un gros billot de bois servait à forger les enclumes, car comme on ne chauffe jamais le corps des enclumes que sur le côté où l'on soude; la face opposée n'est pas assez chaude pour brûler le morceau de bois sur lequel on a pris soin de jeter de l'eau et des cendres quand il est nécessaire. Historiquement, les sols en bois de bout en bout ont joué un rôle important dans toutes les opérations de travail des métaux car le bois résistant et humide supporte le feu d'un métal rougeoyant.
« On ne peut pour dégrossir un morceau de bois avec la hache se dispenser de l'appuyer sur un billot à bois debout plus ou moins haut selon qu'on veut travailler assis ou debout on prend ordinairement pour cet usage un morceau d'orme tortillard et rarement de fil la hache tombant sur un billot de cette espèce n'est pas sujette à s'ébrécher et même son tranchant est infiniment plus ménagé que si c'était une pièce de bois à bois de travers. »

### Pavés
Pavés de rues en bois, parquet massif pavé en bois de bout, à cause de sa robustesse mécanique, les sols en bois debout se sont aussi retrouvés dans des ateliers industriels, imprégnés de goudron, collés au moyen de bitume fluide.

### Gravure en bois debout
« La gravure en bois debout combine les avantages pratiques de la gravure sur bois à la commodité et à la finesse de la taille-douce. On choisit un bois dur et dense, comme le poirier, ou mieux le buis. On le taille dans le sens transversal, on découpe en parallélépipèdes les parties denses et homogènes du cœur et on les assemble par collage. La surface de la planche ainsi obtenue est ensuite parfaitement dressée et polie. »
Elle aurait été inventée par Jean-Michel Papillon.

## Bois de fil
Le bois de fil exprime la disposition longitudinale des fibres du bois, et l'apparence qui en résulte, qui peut être aussi exprimée par les termes « grain », « texture » ou « figure ».

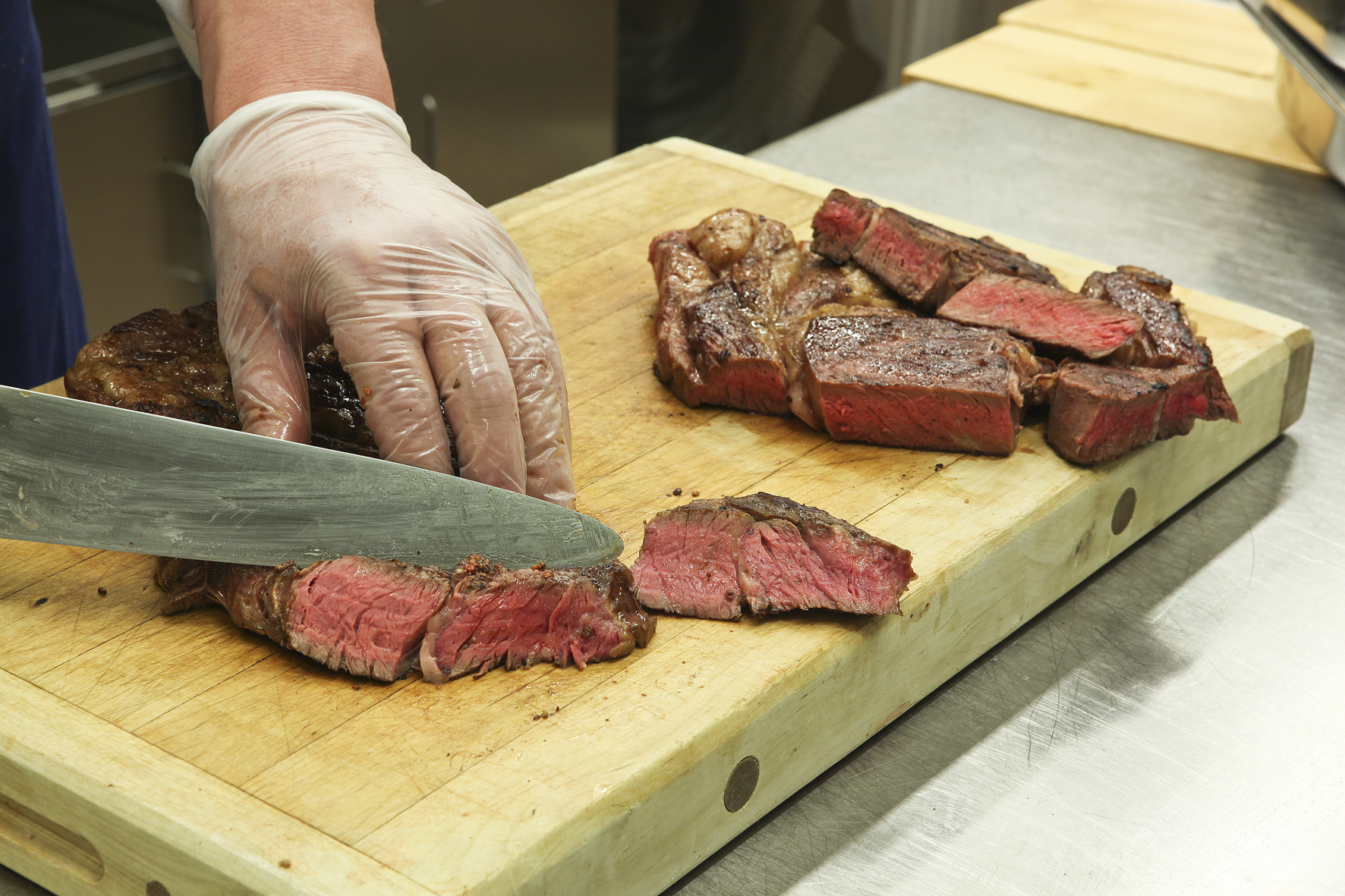
Planche à découper en bois de fil.